# Ameni Kemau
V. Amenemhat (uralkodói nevén Szehemkaré) ókori egyiptomi fáraó volt, a XIII. dinasztia egyik uralkodója. Kim Ryholt és Darrell Baker egyiptológusok szerint a dinasztia ötödik uralkodója volt, és két évig uralkodott Egyiptom nagy része fölött, kivéve talán a Nílus-delta keleti részét.

## Családja
Ryholt szerint Ameni Kemau neve filiatív név, vagyis származására utal, és úgy olvasandó, hogy „Ameni fia, Kemau”. Ryholt az említett Amenit V. Amenemhattal, Kemau elődjével azonosítja. Ezzel Darrell Baker is egyetért, Jürgen von Beckerath szerint azonban Ameni Kemau helye a dinasztiában bizonytalan. Ameni Kemau utóda, Kemau Szahórnedzsheritef a fia lehetett.

## Említései
Dahsúri piramisán kívül Ameni Kemaut nem nagyon említik, neve nem szerepel a torinói királylistán és korabeli említése nincs a piramisában talált négy kanópuszedény töredékén kívül. Egy ismeretlen helyen talált táblán szerepel a neve, ez azonban lehetséges, hogy modern kori hamisítvány. Ameni Kemau személyazonossága emiatt bizonytalan, így történtek kísérletek arra, hogy azonosítsák a korszak más, jobban ismert uralkodóival, többek közt Szehotepibrével, aki a torinói papiruszon V. Amenemhat után szerepel. Ryholt szerint azonban Kemau nevének ott kellene lennie, ahol a torinói királylistán egy wsf lacuna látható V. Amenemhat neve előtt. A wsh („hiányzó”) olyan lacunát (hiányt) jelöl, ami már az eredeti dokumentumban szerepelt, amelyről a torinói papiruszt másolták a XIX. dinasztia idején.

## Piramisa
Ameni Kemau Dahsúrtól délre építtetett piramist magának. A piramist 1957-ben fedezte fel Charles Musès, de csak 1968-ban kezdték feltárni. Alapja eredetileg 50 négyzetméteres volt, magassága 35 m, mostanra azonban semmi nem maradt belőle, mert köveit az évek során széthordták. Föld alatti része is jelentős mértékben sérült. A király sírkamrája egyetlen hatalmas kvarcittömbből készült, hasonlóan a III. Amenemhat hawarai piramisában talált kőtömbökhöz és a mazghúnai piramisokhoz. A kőtömböt kivésték, hogy elhelyezzék benne az uralkodó szarkofágját és kanópuszedényet, ezeknek azonban csak pár darabja került elő, néhány azonosítatlan csonttal.
Ameni Kemau neve nagy valószínűséggel szerepel egy kőtömbön, amelyet egy újonnan felfedezett, 2017 áprilisában bejelentett dahsúri piramisban találtak. Több egyiptológus, köztük James P. Allen, Aidan Dodson és Thomas Schneider is egyetért abban, hogy a kőtömbön olvasható név valóban az övé. Dodson emellett feltételezi, hogy mivel a felirat elég rossz minőségű, valamint mivel szokatlan, hogy egy fáraónak két piramisa épüljön, az újonnan felfedezett piramis eredetileg Kemau egyik őséé lehetett, és lehetséges, hogy Kemau kisajátította, az eredeti nevet átvésette saját kártusára.

## Fordítás
- Ez a szócikk részben vagy egészben  az   Ameny Qemau című angol Wikipédia-szócikk ezen változatának fordításán alapul.  Az eredeti cikk szerkesztőit annak laptörténete sorolja fel. Ez a jelzés csupán a megfogalmazás eredetét és a szerzői jogokat jelzi, nem szolgál a cikkben szereplő információk forrásmegjelöléseként.